# هاكاشين (آراغاتسوتن)
مدينة هاكاشين (بالإنجليزية: Hacashen)‏ هي إحدى المدن التابعة لمقاطعة آراغاتسوتن في أرمينيا. يقدر عدد سكانها بـ 398 نسمة حسب الإحصاء الذي جرى عام 2011.